# Правила розвитку мозку дитини
Правила розвитку мозку дитини (англ. Brain Rules for Baby: How to Raise a Smart and Happy Child from Zero to Five by John Medina) — книжка Джон Медіна, бестселер New York Times.

## Переклад українською
- Медіна, Джон. Правила розвитку мозку дитини / пер. Тетяна Рабчак. К.: Наш Формат, 2016. — 320 с. — ISBN 978-617-7279-86-9